# Jörd

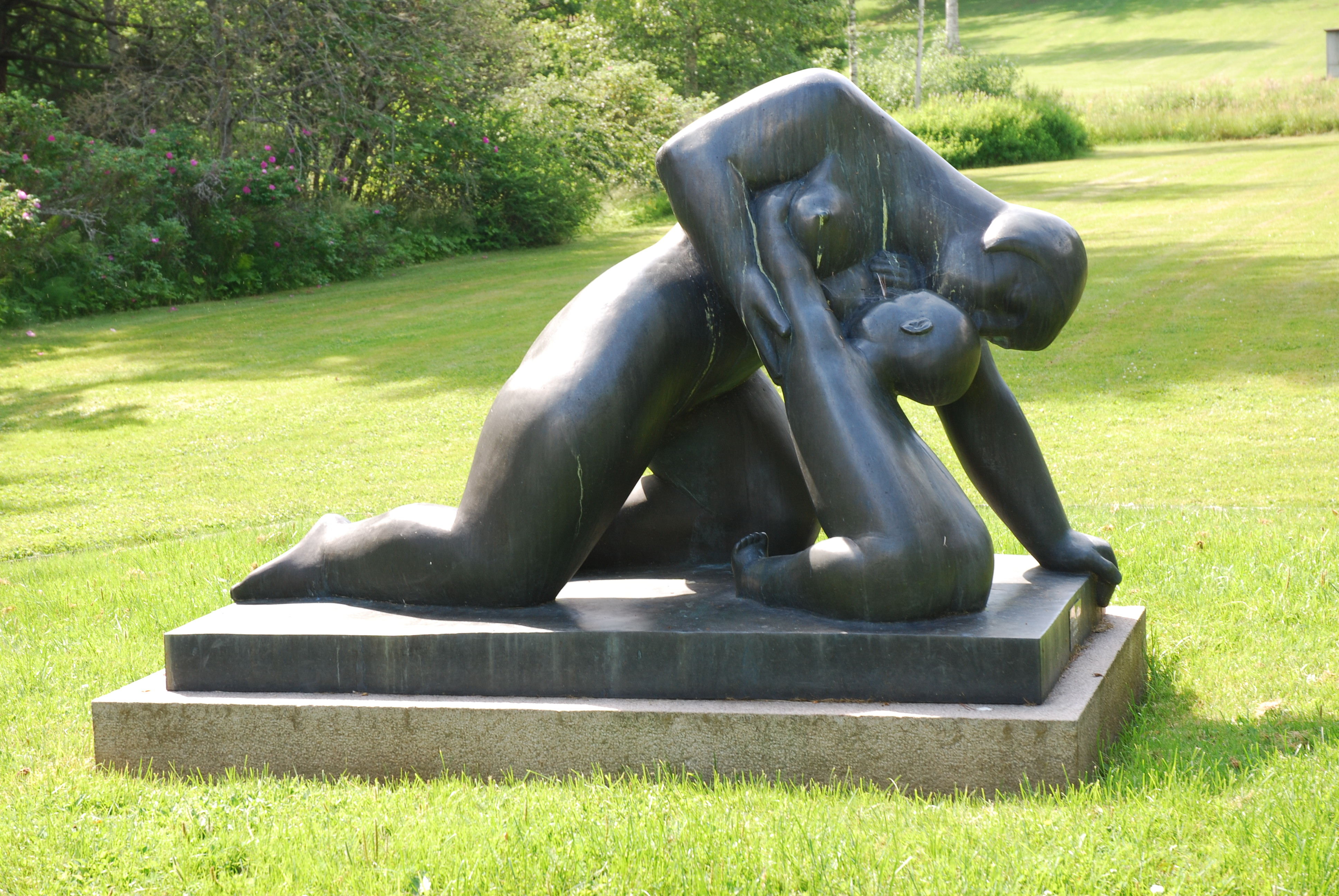
Erdgöttin Jörd – Skulptur von Ásmundur Sveinsson von 1936

Jörd (aisl. jǫrð „Erde“) ist die Erdgöttin in der nordischen Mythologie.
Sie ist durch Odin Mutter des Donnergottes Thor und Tochter der Nótt und des Ánarr. Ansonsten spielt sie in der Mythologie keine Rolle mehr, trägt aber mehrere Namen: Fjörgyn, Fold, Grund und Hlóðyn. Der letztere Name erscheint bereits auf fünf römerzeitlichen Weihesteinen aus Niedergermanien und Beetgum in Friesland als Hludana. Der Name Fjörgyn gehört dagegen zu altenglisch firgen und gotisch fairguni „Gebirge“ und weiter zum antiken Namen des deutschen Mittelgebirges (kelt. Hercynia silva, althochdeutsch: Virgunnea). Daneben kennt die nordische Mythologie noch einen männlichen Gott Fjörgynn, der der Vater der Göttin Frigg ist. Obwohl dieser Name etymologisch exakt dem Namen des baltischen Donnergottes Perkunas entspricht, bleibt der Zusammenhang verborgen. Vermutet wird eine wohl unabhängige Entwicklung aus einem alten Wort für Eiche (ie. *perkuos, lat. quercus; ahd. fereh-eih).
Der Name Fold findet sich auch in der angelsächsischen Tradition als Folde, fira módor („Erde, der Menschen Mutter“) im Angelsächsischen Flursegen. Wenige Zeilen später wird sie Erce, Erce, Erce eorþan módor („Erce, Erdenmutter“) genannt. Der Name scheint indogermanischen Ursprungs zu sein *Plth₂uih₂ meh₂tēr, f., „Erd-Mutter“: altindisch: Prthivī mātā und gallisch Litavis.

## Wagner

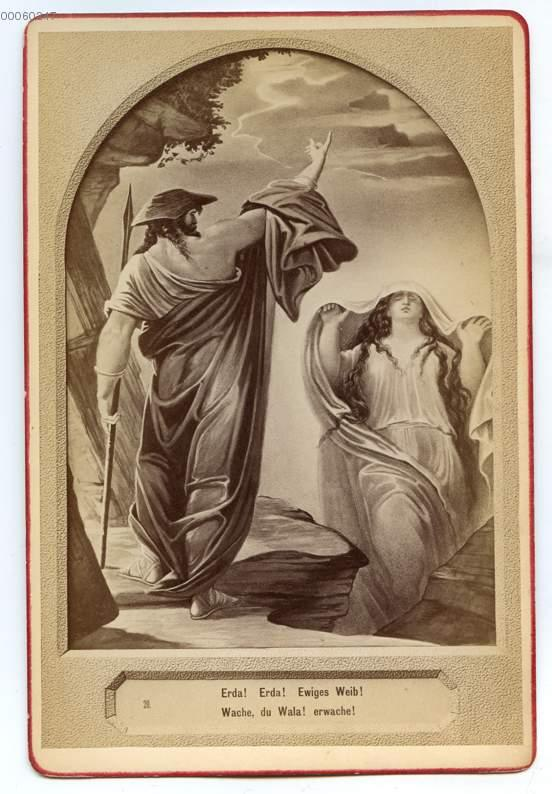
Wotan weckt Erda, Siegfried: III. Aufzug, 1. Szene

Bei Richard Wagners Opernzyklus Der Ring des Nibelungen heißt die Erdgöttin Erda, sie ist durch Wotan Mutter Brünnhildens und der Nornen, was aber auf der freien Gestaltung der Figur durch Wagner beruht. 
Sie prophezeit das Ende der Götter und rät Wotan den verfluchten Ring zu meiden, handelt aber selbst nicht. 
Laut Wagners (heute oft ignorierten) Regieanweisungen im Libretto tritt sie nur als aus der Erde ragender Torso auf:

„aus der Felskluft zur Seite bricht ein bläulicher Schein hervor; in ihm wird WOTAN plötzlich ERDA sichtbar, die bis zu halber Leibeshöhe aus der Tiefe aufsteigt; sie ist von edler Gestalt, weithin von schwarzem Haare umwallt.“

Sie ist keine der „in wolkigen Höhen“ lebenden Götter (Asen) und ist somit auch nicht explizit von der Götterdämmerung betroffen. Vielmehr ist sie großteils personifizierte Natur, die Erde selbst, die durch das Ende der Götter und die Rückgabe des verfluchten Rings an den Rhein, zum Ende des Zyklus nunmehr wieder ungestört schlafen kann.